# Complemento (teoria dei gruppi)
In algebra, e in particolare in teoria dei gruppi, un complemento di un sottogruppo {\displaystyle H} di un gruppo {\displaystyle G} è un sottogruppo {\displaystyle K} di {\displaystyle G} tale che
- {\displaystyle G=HK=\{hk:h\in H,k\in K\}}
- {\displaystyle H\cap K=\{e_{G}\}}

Questo equivale a dire che ogni elemento {\displaystyle g} di {\displaystyle G} ha un'espressione unica come prodotto {\displaystyle g=hk} dove {\displaystyle h\in H} e {\displaystyle k\in K}. Né {\displaystyle H} né {\displaystyle K} devono necessariamente essere sottogruppi normali di {\displaystyle G}.

## Teorema
Sia {\displaystyle G} un gruppo e {\displaystyle H,K} sottogruppi di {\displaystyle G},  se
- {\displaystyle H\cap K=\{e_{G}\}},
- {\displaystyle G=HK},
- {\displaystyle H,K} sottogruppi normali di {\displaystyle G},

allora abbiamo che {\displaystyle G\cong H\times K} e dunque anche {\displaystyle HK\cong H\times K}.